# گوراب رستم
گوراب، روستایی از توابع بخش رستم شهرستان ممسنی در استان فارس ایران است.این روستا از دیرباز تا کنون به داشتن منابع آبی بسیار وطبیعت بکر معروف بوده است.همچنین روستای گوراب یکی ازمراکز مهم تولید وفروش برنج در شهرستان رستم می‌باشد.غالب مردم این روستا ازطایفه تیرتاجی می باشند.البته فامیل های دیگری همچون باقری،بازیار واحمدی نیز دراین روستا یافت می‌شود.

## جمعیت
این روستا در دهستان رستم یک قرار دارد و براساس[سرشماری عمومی نفوس و مسکن (۱۳۸۵)|در سال ۱۳۸۵]، جمعیت آن ۱۹۷ نفر (۳۴خانوار) بوده‌است.